# Sahms
Sahms là một đô thị thuộc huyện Lauenburg, trong bang Schleswig-Holstein, nước Đức. Đô thị Sahms có diện tích 5,94 km², dân số thời điểm 31 tháng 12 năm 2006 là 366 người.